# Selabarmur
Selabarmur är en vik i Färöarna (Kungariket Danmark).   Den ligger i sýslan Sandoyar sýsla, i den sydöstra delen av landet, 27 km söder om huvudstaden Torshamn. Selabarmur ligger på ön Sandoy.